# (33385) 1999 CY46
1999 CY46 (asteroide 33385) é um asteroide da cintura principal. Possui uma excentricidade de 0.09562500 e uma inclinação de 7.04983º.
Este asteroide foi descoberto no dia 10 de fevereiro de 1999 por LINEAR em Socorro.